# Salts als Jocs Europeus de 2015 – 3 metres trampolí masculí
La prova de 3 metres trampolí es va disputar el dia 20 de juny al Bakú Aquatics Center.

## Resultats
La classificatoria es va disputar a les 10:00 i la final a les 20:25 hora local (UTM +4).

   *   Classificat

   *   Reserva
| Posició | Saltador                  | País        | Preliminar | Preliminar | Final  | Final   |
| Posició | Saltador                  | País        | Punts      | Posició    | Punts  | Posició |
| ------- | ------------------------- | ----------- | ---------- | ---------- | ------ | ------- |
| 1       | James Heatly              | Regne Unit  | 508.95     | 2          | 541.65 | 1       |
| 2       | Adriano Ruslan Cristofori | Itàlia      | 481.00     | 5          | 523.30 | 2       |
| 3       | Ilia Molchanov            | Rússia      | 528.45     | 1          | 520.35 | 3       |
| 4       | Jordan Houlden            | Regne Unit  | 473.90     | 9          | 511.90 | 4       |
| 5       | Jonathan Suckow           | Suïssa      | 479.85     | 7          | 505.60 | 5       |
| 6       | Alexis Jandard            | França      | 474.25     | 8          | 500.60 | 6       |
| 7       | Andreas Larsen            | Dinamarca   | 479.95     | 6          | 477.85 | 7       |
| 8       | Cao-Tre Le Nguyen         | Alemanya    | 499.25     | 4          | 475.55 | 8       |
| 9       | Carlo Leuchte             | Alemanya    | 467.65     | 11         | 463.70 | 9       |
| 10      | Yury Naurozau             | Belarús     | 500.60     | 3          | 458.50 | 10      |
| 11      | Simon Rieckhoff           | Suïssa      | 467.15     | 12         | 448.10 | 11      |
| 12      | Gwendal Bisch             | França      | 468.70     | 10         | 431.35 | 12      |
| 13      | Martin Christensen        | Dinamarca   | --         | --         |        |         |
| 14      | Alexandr Belevtcev        | Rússia      | --         | --         |        |         |
| 15      | Juho Junttila             | Finlàndia   | --         | --         |        |         |
| 16      | Juraj Melsa               | Croàcia     | --         | --         |        |         |
| 17      | Artyom Danilov            | Azerbaidjan | --         | --         |        |         |
| 18      | Francesco Porco           | Itàlia      | --         | --         |        |         |
| 19      | Bogomil Koynashki         | Bulgària    | --         | --         |        |         |
| 20      | Mykyta Rudenko            | Ucraïna     | --         | --         |        |         |
| 21      | Nikolaos Molvalis         | Grècia      | --         | --         |        |         |
| 22      | Dimitar Isaev             | Bulgària    | --         | --         |        |         |
| 23      | Juan Carlos Socorro Ramos | Espanya     | --         | --         |        |         |
| 24      | Vitalii Levchenko         | Ucraïna     | --         | --         |        |         |
| 25      | Hrvoje Brezovac           | Croàcia     | --         | --         |        |         |
| 26      | Artsiom Barouski          | Belarús     | --         | --         |        |         |
| 27      | Konstantinos Koutsioumpis | Grècia      | --         | --         |        |         |
| 28      | Moritz Pail               | Àustria     | --         | --         |        |         |
| 29      | Alexander Mario Hart      | Àustria     | --         | --         |        |         |
| 30      | Abel Ligart               | Hongria     | --         | --         |        |         |
| 31      | Ian-Soren Cabioch         | Polònia     | --         | --         |        |         |
| 32      | Georgs Peskisevs          | Letònia     | --         | --         |        |         |